# Cascada Nachi
La cascada Nachi (那智滝, Nachi no Taki) és una gran caiguda d'aigua permanent que es troba a Nachikatsuura, en la prefectura de Wakayama. La cascada, amb 133 m d'altura i uns 13 metres d'amplada, és una de les cascades més altes del Japó, amb la cascada Kegon, la Fukuroda i l'Hannoki, la més alta, amb 497 m. Forma part dels «Llocs sagrats i camins de pelegrinatge de les muntanyes de Kii», declarats Patrimoni de la Humanitat per la Unesco el 2004.

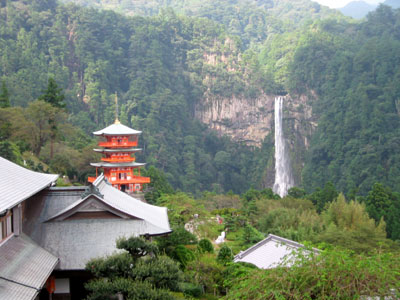
Seiganto-ji i la cascada Nachi al fons

A la part superior de la cascada hi ha dues roques que es creu que era la casa d'un kami, anomenat Hiryū Gongen, guardià de les cascades i del santuari xintoista, venerat a Kumano Nachi Taisha. Tanmateix, es considera la manifestació de la Kannon de la cascada, que representa que la compassió flueix sense fi. També hi havia un temple budista que va ser destruït durant la Restauració Meiji, a finals del segle xix. Cada matí un sacerdot Shinto ofereix ofrenes a la cascada en un ritual. El 1918 es van realitzar excavacions en un monticle de la base de la cascada i es va trobar que contenia molts artefactes arqueològics importants, incloent estàtues, miralls, accessoris d'altar i cilindres sutra, que es mostren a la Ryuhoden (sala del Tresor), que es troba al costat de la Pagoda Sanjudo de 3 pisos. Aquests monticles van ser creats per sacerdots en temps de guerra per amagar els seus tresors, i també molts objectes van ser enterrats a l'indret davant la creença que la fi del món estava arribant, a principis del segle x.